# (554) Peraga
 Peraga és el nom que rep el planeta menor número 554. Orbita al voltant del Sol.
Fou descobert per Paul Götz des de l'observatori de Heidelberg el 8 de gener de 1905.